# Hunminjeongeum Haerye

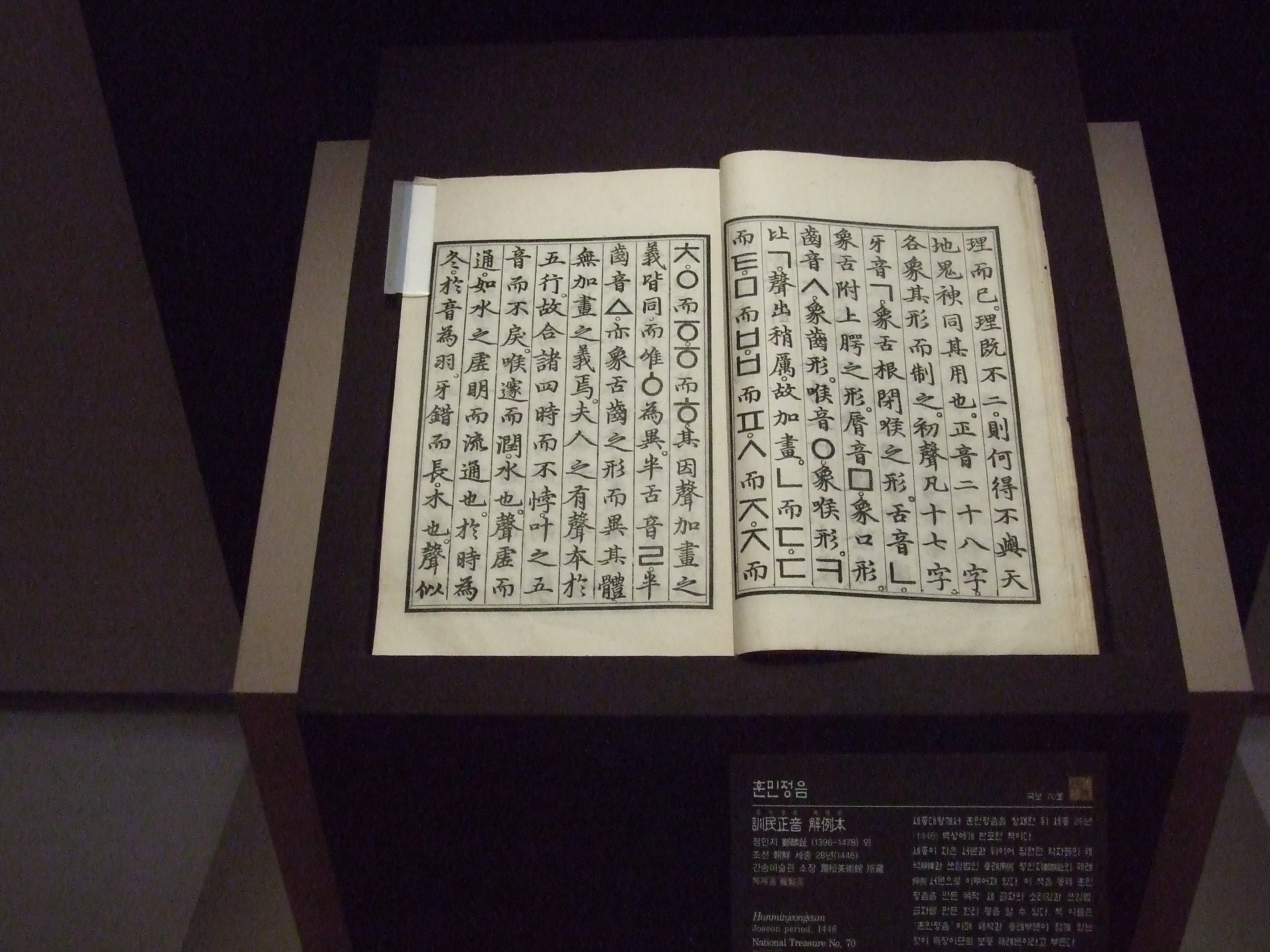
Hunminjeongeum Haerye
Hangul - 훈민정음 해례
Hanja - 訓民正音解例

Hunminjeongeum Haerye es un comentario sobre la Hunminjeongeum, la promulgación original del Hangul (una lengua aislada y fonética). Fue escrito por el Salón de Notables, encargado por el rey Sejong el Grande. Hangul se convirtió en la escritura nativa de Corea, en sustitución de Hanja, una escritura Sinograma que había sido adaptado para el idioma Coreano. Hunminjeongeum Haerye se guarda en el Museo de Arte Gansong.
Hangul es famoso por su fácil de aprender. En comparación con los muchos años que se tarda en aprender Hanja/Sinograma, Hangul es conocido por ser capaz de "aprender en un día". Hangul es fácil de identificar porque utilizar un círculo (ㅇ y ㅎ), que no se utiliza en Sinograma. El diseño de los círculos y ciertas otras letras Hangul, fueron inspiradas por Taegeuk.